# Международная конференция азиатских политических партий
Международная конференция азиатских политических партий (англ. International Conference of Asian Political Parties, ICAPP) — международное объединение политических партий стран Азии и Океании. Цели конференции — содействие обменам и сотрудничеству между политическими партиями из разных стран региона и с различными идеологиями; повышение взаимопонимания и доверия между странами Азии; содействие развитию регионального сотрудничества в Азии; создание условий для устойчивого мира и совместного процветания в регионе.
Сотрудничает с Постоянной конференцией политических партий Латинской Америки и Карибского бассейна (исп. Conferencia Permanente de Partidos Políticos de América Latina y el Caribe) и Советом африканских политических партий (англ. Council of African Political Parties, CAPP). Под эгидой ICAPP действуют молодёжная (англ. ICAPP Youth Wing) и женская организации (англ. ICAPP Women's Wing).

## История
Создана 17 августа 2000 года в Маниле (Филиппины). С тех пор состоялось 8 Генеральных ассамблей.
Начиная с 2008 года ICAPP проводит специальные конференции и семинары для рассмотрения ключевых задач в регионе. Первая специальная конференция состоялась в Сеуле в мае 2008 года. На ней обсуждалась тему государственного субсидирования основных политических партий в качестве средства предотвращения политической коррупции. В июне 2009 года в Катманду (Непал) специальная конференция посвящённая разработке новой демократической конституции. С тех пор, специальные конференции были больше сосредоточены вопросам достижения так называемых «Восьми целей в области развития», сформулированных в Декларации тысячелетия ООН. В июле 2010 года в Куньмине (Китай) обсуждали борьбу с нищетой. Конференция в Куала-Лумпуре (Малайзия) в мае 2011 года была посвящена стихийным бедствиям и охране окружающей среды. В сентябре 2011 года в китайской Наньнине рассматривали вопросы развития человеческого капитала. В мае 2013 года темами конференции в Сиане (Китай) стали содействие зелёному развития и строительства красивой Азии. В сентябре 2013 года в Сеуле рассматривали права и возможности женщин.
На заседании Постоянного Комитета ICAPP в Сеуле в 2008 году было решено создать Секретариат, действующий на постоянной основе, и разместить его в корейской столице. На V Генеральной Ассамблее в 2009 году сопредседателем Постоянного комитета и Генеральный секретарём организации был утверждён бывший посол и депутат Чон Ый Ён (Республика Корея)..
В июле 2009 года ICAPP начала сотрудничество с Постоянной конференцией политических партий Латинской Америки и Карибского бассейна (COPPPAL), проведя совместное заседание в Буэнос-Айресе. Позднее было проведено ещё четыре встречи, в Пномпене в 2010 году, в Мехико в 2012 году, в Баку в октябре 2013 года и вновь в Мехико в 2014 году. Действует Совет по бизнесу ICAPP-COPPPAL (англ. ICAPP-COPPPAL Business Council). Кроме того, ICAPP и COPPPAL участвуют в создании аналогичной организации в Африке. При их участии в апреле 2013 года в Хартуме (Судан) состоялась первая Конференция Совета африканских политических партий (англ. Council of African Political Parties, CAPP), в которой приняли участие 35 политических партий из пяти различных регионов Африки. Планируется созвать первую трёхстороннюю встреча политических партий в Азии, Африке и Латинской Америке с тем, чтобы в дальнейшем создать глобальную организацию, охватывающую все политические партии мира, независимо от их идеологических ориентаций.
В 2013 году несколько правительств, в том числе Азербайджана, Бангладеш, Камбоджи, Китая, Ирана, Казахстана, Республики Корея, Шри-Ланки и Вьетнама, подписали межправительственный «Меморандум о сотрудничестве в поддержку деятельности ICAPP», тем самым высоко оценив роли организации в объединении политических партий, развития взаимопонимания и дружбе между странами региона. Позднее к меморандуму присоединились правительства и других стран Азии, в том числе Индии, Индонезии, Японии, Малайзии, Монголии, Мьянмы, Непала, Пакистана, Филиппин, Таиланда и Турции.
В сентябре 2015 года в Сеуле состоялся I Медиа-форум ICAPP, посвящённый сотрудничеству в построении Азиатского сообщества.

## Структура
Высший орган — Постоянный комитет ICAPP. Включает представителей 18 ведущих политических партий, представляющих различные субрегионы Азии. Возглавляют Постоянный комитет два сопредседателя, которые представляют ICAPP в период между общими собраниями. В Сеуле (Республика Корея) на постоянной основе действует Секретариат ICAPP.

### Постоянный комитет
Сопредседатели Постоянного комитета:
- Филиппины Хосе де Венисия-младший, бывший спикер Палаты представителей Филиппин, соучредитель партии Лакас-Христиано-мусульманские демократы, основатель-сопредседатель ICAPP
- Республика Корея Чон Ый Ён, бывший председатель Комитета по внешним связям Демократической партии, Генеральный секретарь ICAPP

Члены Постоянного комитета (по алфавиту названия страны):
- Австралия Шейн Л. Стоун, бывший федеральный президент Либеральной партии Австралии, помощник председателя Международного демократического союза
- Азербайджан Али Джавад-оглы Ахмедов: заместитель премьер-министра, заместитель председателя партии «Новый Азербайджан»
- Бангладеш
  - Абдул Матин Хасру, бывший министр юстиции и внутренних дел, секретарь по правовым вопросам ЦК Авами Лиг
  - Хусейн Мухаммад Эршада, бывший президент Бангладеш, президент партии Джатья
- Индия
  - Каран Сингх, председатель Отдела по иностранным делам Индийского национального конгресса
  - Виджей Джолли, президент Делийской исследовательской группы GOPIO International, старший советник лидера Бхаратия джаната парти по глобальной политике
- Индонезия
  - Тео Самбуага, вице-президент партии Голкар
  - Андреас Парейра, член парламента, бывший председатель Совета по международному сотрудничеству (Демократическая партия борьбы Индонезии)
- Иран Хасан Гафури Фард, бывший вице-президент Ирана, председатель ЦК Дома политических партий Исламской Республики Иран (Исламская коалиционная партия)
- Казахстан Бауыржан Байбек, аким Алматы, первый заместитель председателя партии «Нур Отан»
- Камбоджа
  - Сок Ан, заместитель премьер-министра, член Постоянного комитета Камбоджийской народной партии, заместитель председателя Постоянной комиссии ICAPP
  - Кео Пут Расмей, советник королевского правительства в ранге заместителя премьер-министра, председатель партии ФУНСИНПЕК
- Китай Чень Фэнсян, заместитель главы международного департамента Коммунистической партии Китая
- Республика Корея
  - Хван Чжин Ха, член Национального Собрания, председатель Национального комитета обороны, генеральный секретарь партии Сэнури, президент Союза парламентариев ICAPP
  - Ким Сон Гон, член Национального Собрания (Демократическая партия «Вместе»)
- Ливан Фади Фаваз, советник премьер-министра Саада Харири (Движение будущее)
- Малайзия Дато Сери Шахидан бен Касим, министр в канцелярии премьер-министра и член Верховного Совета (Объединённая малайская национальная организация)
- Монголия
  - Чинбатом Хишигт, начальник кафедры международных отношений и сотрудничества Монгольской народной партии
  - Байгал Лувсанчултэм, председатель Генерального комитета управления Демократической партии Монголии
- Мьянма
  - Миа Оо, член Центрального Исполнительного Комитета Партии солидарности и развития Союза
  - У Ман Джонни, депутат парламента и член ЦК Национальной лиги за демократию
- Непал
  - Джаланат Кханал, бывший премьер-министр, Старший лидер Компартии (ОМЛ)
  - Суджата Коиралой, бывший вице-премьер-министр и министр иностранных дел, член парламента, начальник международного отдела партии Непальский конгресс
- Пакистан Мушахид Хуссейн Сайед, председатель Комитета пакистанского Сената по обороне, Генеральный секретарь Пакистанской мусульманской лиги (К), специальный докладчик Постоянного комитета ICAPP
- Россия Андрей Климов, член Совета Федерации (заместитель председателя Комитета по международным делам), член Президиума Генсовета партии «Единая Россия» — руководитель международного направления деятельности партии
- Таиланд
  - Налини Тавесин министр при канцелярии премьер-министра (партия Пхыа Тхаи)
  - Чамни Сакдисет, заместитель лидера Демократической партии
- Турция Фатма Бетул Саян Кая, член парламента, заместитель председателя Партии справедливости и развития по иностранным делам
- Вьетнам Чан Дак Лои, заместитель председателя Комиссии по внешним связям ЦК Коммунистической партии Вьетнама
- Шри-Ланка
  - Дилан Перера, член парламента, помощник министра Партии свободы
  - Дайя Гамаж, министр добывающей промышленности, Объединённая национальная партия
- Япония Юкихиса Фудзита, член Палаты советников, генеральный директор Международного департамента Демократической партии Японии

## Генеральные ассамблеи
- 2000 — I Генеральная ассамблея — Манила (Филиппины)
- 2002 — II Генеральная ассамблея — Бангкок (Таиланд)
- 2004 — III Генеральная ассамблея — Пекин (Китай)
- 2006 — IV Генеральная ассамблея — Сеул (Республика Корея)
- 2009 — V Генеральная ассамблея — Астана (Казахстан)
- 2010 — VI Генеральная ассамблея — Пномпень (Камбоджа)
- 2012 — VII Генеральная ассамблея — Баку (Азербайджан)
- 2014 — VIII Генеральная ассамблея — Коломбо (Шри-Ланка)